# Arthrostylidium judziewiczii
Arthrostylidium judziewiczii är en gräsart som beskrevs av Gerrit Davidse. Arthrostylidium judziewiczii ingår i släktet Arthrostylidium och familjen gräs. Inga underarter finns listade i Catalogue of Life.